# ASRAAM
ASRAAM là loại tên lửa có điều khiển không đối không với đầu tự dẫn hồng ngoại đã được cải tiến hiện đại với đầu tự dẫn được làm lạnh, có độ nhạy cao có thể phát hiện được nhiệt lượng của vỏ máy bay do việc co xát với không khí.
ASRAAM còn được trang bị bộ tìm kiếm " ảnh nhiệt hồng ngoại" có thể nhìn thấy mục tiêu do đó có thể phân biệt mục tiêu là máy bay hay các nguồn nóng khác